# Hyde Park (Nueva York)
Hyde Park es un municipio ubicado en el condado de Dutchess, estado de Nueva York, Estados Unidos. Tiene una población estimada, a mediados de 2022, de 21 190 habitantes.
Está situado a orillas del río Hudson. 
Es conocido por ser el lugar de nacimiento de Franklin D. Roosevelt, trigésimo segundo presidente de los Estados Unidos.

## Geografía
La localidad está ubicada en las coordenadas 41°47′48″N 73°53′44″O / 41.79667, -73.89556 (41.813322, -73.895462). Según la Oficina del Censo, tiene un área total de 103.16 km², de la cual 94.87 km² corresponden a tierra firme y 8.29 km² es agua.

## Demografía
Según la Oficina del Censo, en 2000 los ingresos medios de los hogares de la localidad eran de $50,870 y los ingresos medios de las familias eran de $58,047. Los hombres tenían ingresos medios por $42,251 frente a los $28,176 que percibían las mujeres. Los ingresos per cápita para la localidad eran de $21,260. Alrededor del 5.7% de la población estaba por debajo del umbral de pobreza.
De acuerdo con la estimación 2017-2021 de la Oficina del Censo, los ingresos medios de los hogares de la localidad son de $99,133 y los ingresos medios de las familias son de $78,725. Los ingresos per cápita para la localidad en los últimos doce meses, medidos en dólares de 2021, son de $38,554. Alrededor del 10.7% de la población está por debajo del umbral de pobreza.